# Stempfferia
Stempfferia is een geslacht van vlinders uit de familie van de Lycaenidae, de kleine pages, vuurvlinders en blauwtjes. De wetenschappelijke naam en de beschrijving van dit geslacht zijn voor het eerst gepubliceerd in 1962 door Thomas Herbert Elliot Jackson.
De soorten van dit geslacht komen voor in tropisch Afrika. De rupsen van (mogelijk alle) soorten van dit geslacht worden bezocht door mieren van het geslacht Crematogaster.

## Soorten
- Stempfferia abri Libert & Collins, 1997
- Stempfferia alba (Jackson, 1962)
- Stempfferia annae Libert, 1999
- Stempfferia badura (Kirby, 1890)
- Stempfferia baoule Libert, 1999
- Stempfferia boormani Libert, 1999
- Stempfferia bouyeri Libert & Collins, 1999
- Stempfferia buea Sáfián & Collins, 2021
- Stempfferia carcassoni Jackson, 1962
- Stempfferia carcina (Hewitson, 1873)
- Stempfferia carilla (Roche, 1954)
- Stempfferia cercene (Hewitson, 1873)
- Stempfferia cercenoides (Holland, 1890)
- Stempfferia ciconia (Grose-Smith & Kirby, [1892])
- Stempfferia cinerea (Berger, 1981)
- Stempfferia coerulea (Jackson, 1962)
- Stempfferia congoana (Aurivillius, 1923)
- Stempfferia dorothea (Bethune-Baker, 1904)
- Stempfferia elissa (Grose-Smith, 1898)
- Stempfferia flavoantennata (Roche, 1954)
- Stempfferia francisci Libert, 1999
- Stempfferia ginettae Libert, 1999
- Stempfferia gordoni (Druce, 1903)
- Stempfferia ife Libert, 1999
- Stempfferia inexpectata Libert, 2020
- Stempfferia insulana (Aurivillius, 1923)
- Stempfferia iturina (Joicey & Talbot, 1921)
- Stempfferia jolyana Libert & Bouyer, 1999
- Stempfferia katharinae (Poulton, 1929)
- Stempfferia katikae Safian, 2015
- Stempfferia kholifa (Bethune-Baker, 1904)
- Stempfferia leonina (Staudinger, [1888])
- Stempfferia liberti (Collins, 1998)
- Stempfferia michelliberti Sáfián, Warren-Gash & Belcastro, 2021
- Stempfferia magnifica (Jackson, 1965)
- Stempfferia mara (Talbot, 1935)
- Stempfferia marginata (Kirby, 1887)
- Stempfferia michelae Libert, 1999
- Stempfferia moyambina (Bethune-Baker, 1903)
- Stempfferia piersoni Libert & Bouyer, 1999
- Stempfferia salonga Sáfián, 2021
- Stempfferia schultzei Libert, 1999
- Stempfferia similis Libert, 1999
- Stempfferia staudingeri (Kirby, 1890)
- Stempfferia subtumescens Libert, 1999
- Stempfferia suzannae (Berger, 1981)
- Stempfferia sylviae Libert, 1999
- Stempfferia tumentia (Druce, 1910)
- Stempfferia uniformis (Kirby, 1887)
- Stempfferia versicolor (Kirby, 1887)
- Stempfferia zelza (Hewitson, 1873)